# فيل تايلور (لاعب اتحاد الرغبي)
فيل تايلور (بالإنجليزية: Philip Joseph Taylor)‏ هو لاعب اتحاد الرغبي بريطاني، ولد في 6 يونيو 1931 في ويكفيلد في المملكة المتحدة.